# Lars Watermann

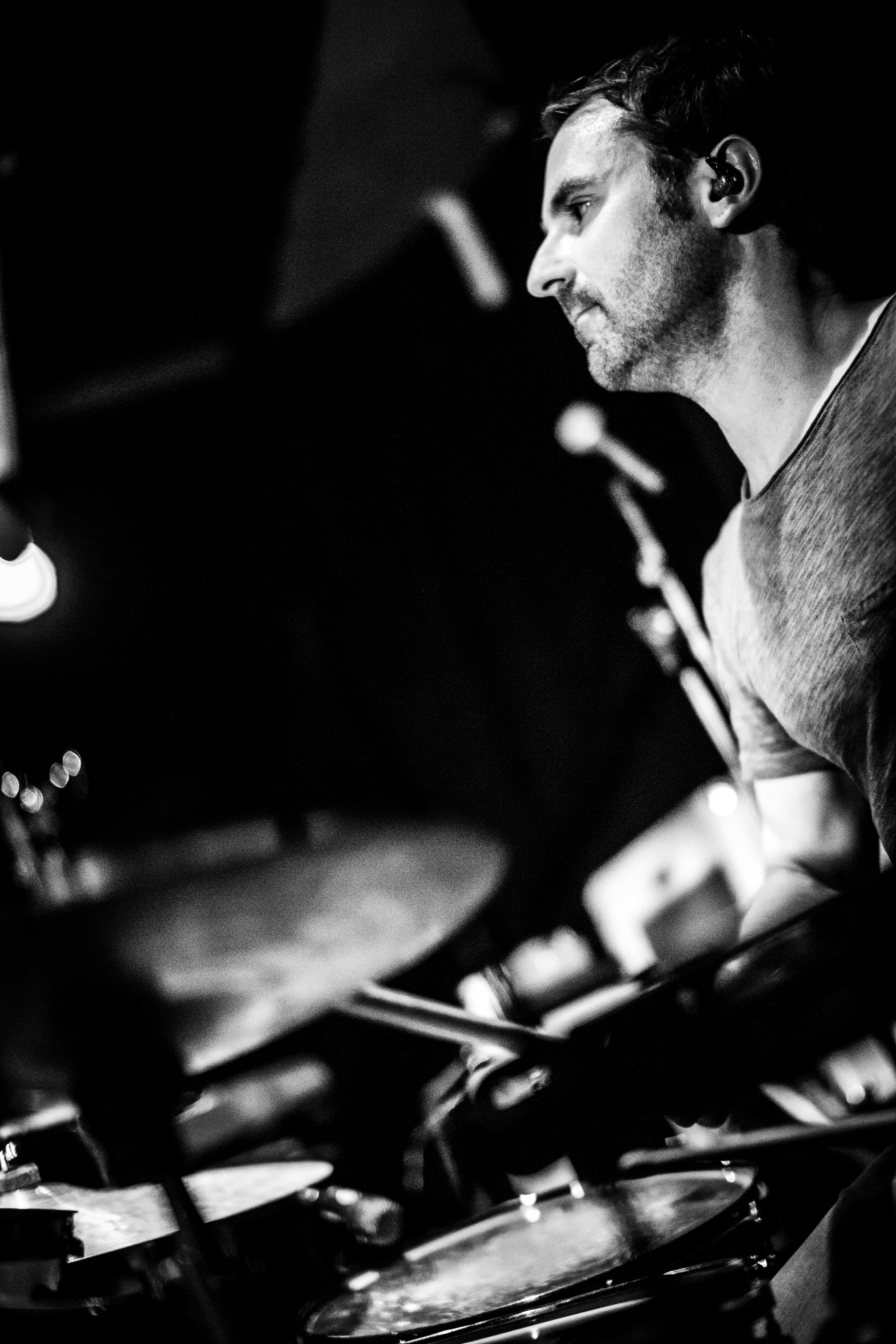
Lars Watermann

Lars Watermann (* 1977 in Einbeck) ist ein deutscher Schlagzeuger.

## Leben
Lars Watermann begann im Alter von elf Jahren Schlagzeug zu spielen. In den Jahren 2001–2002 studierte er Schlagzeug an der Los Angeles Music Academy (LAMA) in Pasadena Kalifornien.
Nach seinem Studium in den Vereinigten Staaten kehrte Lars Watermann nach Deutschland zurück und lebt seitdem in Hamburg.
Er spielt bzw. spielte als Bandmitglied bzw. Live- und/oder Studioschlagzeuger unter anderem für Mila Mar, Tamoto, junges glueck, Milù, Peter Heppner, Vaile, Mehrzad Marashi und andere.
Neben seiner Tätigkeit als Studiomusiker und Livedrummer ist Lars Watermann unter anderem auch als Schlagzeugstimmer und Schlagzeuglehrer tätig und gibt Seminare zum Thema Studiodrumming.

## Bandprojekte
- Schizoid Man 1994–1997
- Super Shop 1998–2001
- Mila Mar (Live- und Studioschlagzeuger) 2003–2004[1]
- The Wild Boys seit 2003
- Tapetenwechsel (Studioschlagzeuger) 2004
- July Daily (Studioschlagzeuger) 2004
- God’s Bow (Liveschlagzeuger) 2004
- Tamoto (Live und Studioschlagzeuger) 2004–2006[2]
- junges glueck 2004–2007[3]
- Milù (Live und Studioschlagzeuger) 2004–2008[4]
- Fab4soul (Live- und Studioschlagzeuger) 2008–2010
- Magicmad (Live- und Studioschlagzeuger) 2008–2011
- Kaysa  (Live- und Studioschlagzeuger) 2008–2011[8]
- Christian King seit 2008[9]
- Arne Heger  (Studioschlagzeuger) 2009
- Blickfeld (Liveschlagzeuger) 2009
- Peter Heppner (Liveschlagzeuger) 2009, 2013
- Noiseaux 2009–2010[10]
- Soulvillage (Liveschlagzeuger) 2009–2011
- John Poppyseed (Liveschlagzeuger) seit 2009
- Vaile  (Live- und Studioschlagzeuger) seit 2007[5]
- Mehrzad Marashi (Liveschlagzeuger und Cajonist) 2010–2011[6]
- Kolonie 7 (Liveschlagzeuger) 2011
- Self (William Lee Self) seit 2011
- Reininger / Self (Live- und Studioschlagzeuger) seit 2011
- MisterME (Liveschlagzeuger und Cajonist) seit 2011
- Markus Heinemann (Studioschlagzeuger) 2012
- Le Fondue (Studioschlagzeuger) 2012
- Epic (Studioschlagzeuger) 2012
- Stefan Koch (Studioschlagzeuger) 2012
- Nica & Joe (Studioschlagzeuger) 2012
- Ocean Stereo 2013–2015[11]
- The Tunes (Liveschlagzeuger) 2014
- The Reepers (Liveschlagzeuger) 2014
- Quarter (Liveschlagzeuger) 2014
- milú (Liveschlagzeuger) 2014
- The Rufftones (Liveschlagzeuger) 2014
- Mila Mar seit 2015

## Diskografie
- Schizoid Man – Schizoid Man (1995)
- Schizoid Man – live (1997)
- super shop – live (1999)
- Wilde Jungs – kickin’ ass since 1994 (2000)
- Eli Ash – The Choice Is Made Compilation (2002)
- Mila Mar – Picnic On The Moon (2003)[1]
- Wilde Jungs – Masters Of Rock'N'Roll (2003)
- July Daily – Lunacy Sampler Compilation (2004)
- Tapetenwechsel – Tapetenwechsel (2004)
- junges glueck – Gegen Die Strömung Compilation (2004)[3]
- Tamoto – Beware (2005)[2]
- Tamoto – Clemenza (2005)[2]
- junges glueck – Hier Im Vakuum (2005)[3]
- junges glueck – Die vertrautesten Dinge (2005)[3]
- junges glueck – 7-inch Split-Single (2007)[3]
- junges glueck – Flüsterleben (2007)[3]
- junges glueck – Raus Aus Flüsterleben (2007)[3]
- Fab4Soul – Four Men Four Voices (2008)
- Vaile – Own Ways (2008)[5]
- The WildBoys – Last men Standing (2008)
- Arne Heger – Andere Richtung (2009)
- Christian King – Footprints (2009)[9]
- Noiseaux – St.Pauli 100 Compilation (2010)[10]
- Kaysa – Auf Feuerbue (2010)[8]
- Vaile – Frei Sein (2011)[5]
- Christian King – Taste Of Felicity (2011)[9]
- Self – Self (2011)
- Blaine L. Reininger / William Lee Self – The Hamburg Sessions (2012)
- Nica & Joe / Elevated (2013)
- Stefan Solo / So kann’s gehen (2013)
- William Lee Self – Wichita (2013)
- MisterME – Stille (2014)
- Vaile – Katzengold (2014)
- Ocean Sterero – Two Steps Forward (2014)
- Markus Heinemann – Traumflug (2014)
- MisterME – Nackt (2015)